# Languedoc Montpeyroux
Le montpeyroux, ou languedoc Montpeyroux, est un vin français produit autour des communes de Montpeyroux et d'Arboras, dans l'Hérault. Il s'agit d'une des dénominations géographiques au sein de l'appellation régionale languedoc.

## Situation géographique

### Géologie
L'AOC montpeyroux se caractérise par ses sols argilo-calcaire donnant à ses vins leur particularité. Issus de l'ère jurassique à l'ère quaternaire, ceux-ci témoignent de l'histoire géologique de la région. Ce terroir est constitué de plusieurs sols :
- les sols du causse parsemés de pierres de lave ;
- les terrasses de Riss, aux petits cailloux filtrants ;
- les éboulis glaciaires aux sols “pauvres” et caillouteux ;
- les marnes bleues ;
- la terra rosa ou glaise rouge ;
- les sables.

### Climatologie
1. ↑  Le code international d'écriture des cépages mentionne de signaler la couleur du raisin : B = blanc, N = noir, Rs = rose, G = gris.
2. 1 2  « Cahier des charges de l'appellation d'origine contrôlée « LANGUEDOC » », sur info.agriculture.gouv.fr, homologué par l'arrêté du 18 novembre 2024 publié au JORF du 26 novembre 2024.
3. ↑  Le nom du lieu devient ici le nom du produit, par antonomase : nom commun, il s'écrit donc avec une minuscule. Cf. références sur la façon d'orthographier les appellations d'origine.
4. ↑  « Fiche produit », sur www.inao.gouv.fr (consulté le 4 février 2018)